# Oel Dhakwa
Oel Dhakwa è una suddivisione dell'India, classificata come nagar panchayat, di 11.077 abitanti, situata nel distretto di Lakhimpur Kheri, nello stato federato dell'Uttar Pradesh.